# Sevanavank
Samostan Sevanavank (armensko: Սևանավանք, pomeni samostan Sevan) je samostanski kompleks na polotoku na severozahodni obali Sevanskega jezera v provinci Gegharkunik v Armeniji, nedaleč od mesta Sevan. Sprva je bil samostan zgrajen na južni obali majhnega otoka. Po umetnem odtekanju jezera, ki se je začelo v dobi  Josipa Stalina, je vodostaj padel približno za 20 metrov, otok pa se je spremenil v polotok. Na južni obali tega novoustanovljenega polotoka je bilo zgrajeno gostišče Armenskega združenja pisateljev. Vzhodno obalo zaseda poletna rezidenca armenskega predsednika, medtem ko se je samostan, še vedno aktivno semenišče, preselil v novo zgrajene stavbe na severni obali polotoka.
Zaradi lažje dostopnosti (ko je postal polotok), dobre cestne in železniške povezave z armensko prestolnico Erevanom, dobro razvito turistično industrijo v bližnjem mestu Sevan in slikovito lego (čeprav manj slikovito kot pred padcem ravni jezera), je Sevanavank ena najbolj obiskanih turističnih znamenitosti v Armeniji.

## Zgodovina
Po napisu na eni od cerkva sodeč je samostan leta 874, torej ravno v času, ko se je Armenija izvijala izpod arabske nadvlade, ustanovila princesa Miriam, hči Ašota I., ki je deset let zatem postal kralj.
Samostan je bil strogega tipa in je služil spreobračanju menihov iz Ečmiadzina, ki so se pregrešili. Leta 1830 ga je obiskal francoski raziskovalec Jean-Marie Chopin in poročal o strogem režimu brez mesa, vina, mladine in žensk. Znan je tudi zapis nekega drugega popotnika iz leta 1850, po katerem sodeč so takrat še kar po starem ročno prepisovali rokopise.
Danes sta ohranjeni dve cerkvi: cerkev sv. apostolov (Sourb Arakeloc) in cerkev Matere božje (Sourb Astvacacin). Obe imata obliko križa in osemkotno kupolo. Videti je mogoče še ruševine predprostora (gavita), katerega streho je podpiralo šest lesenih stebrov. Nekaj ostankov tega gavita je danes razstavljenih v erevanskem zgodovinskem muzeju.
Po posegih na jezeru Sevan od časa Stalina dalje se je jezerska gladina v primerjavi s prvotno znižala za približno 20 m in iz otoka, kjer je bil samostan postavljen, je tako nastal polotok. Ob južni obali tega polotoka je nastala zgradba drustva pisateljev, na vzhodni obali se nahaja rezidenca predsednika republike, ob severni obali pa je nastal novejši del tega še vedno aktivnega samostana.
Zaradi boljše dostopnosti, do katere je pripeljal nastanek polotoka, razvitega kopališkega turizma ob jezeru in dobrih cestnih (štiripasovnica) ter železniških povezav z Erevanom je Sevanavank postal ena najbolj obiskanih znamenitosti v Armeniji, kljub temu, da ga po umetniški vrednosti prekaša marsikateri samostan. 
- Sourb Arakeloc (cerkev sv. apostolov)
- Sourb Astvacacin (cerkev Matere Božje)
- Sevanavank - Obe preostali cerkvi, levo cerkev sv. apostolov, desno cerkev Matere Božje